# معركة دورناخ

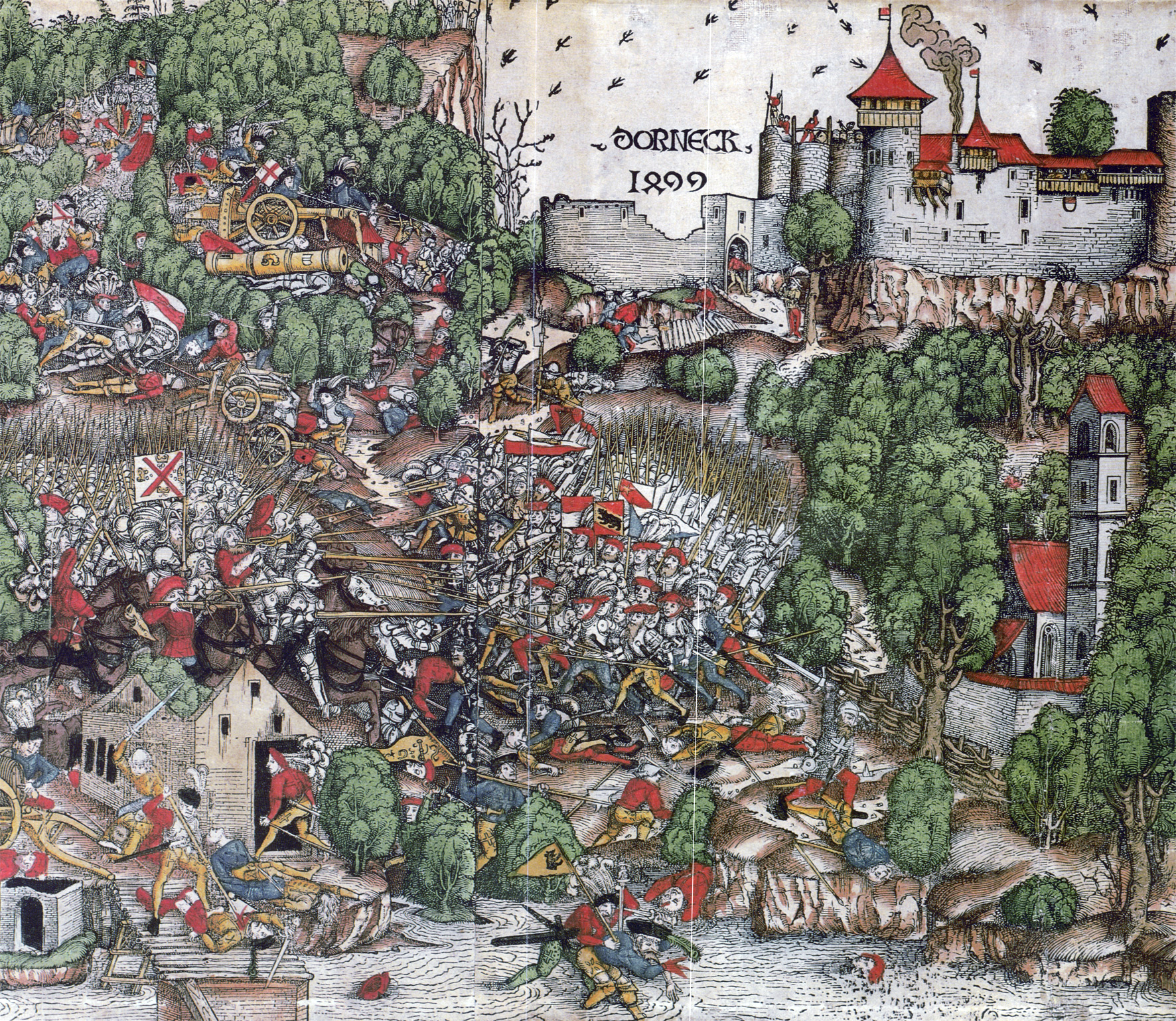
معركة دورناخ

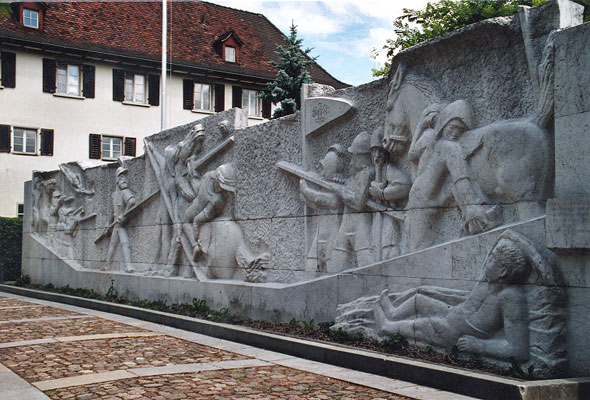
نصب تذكاري لمعركة دورناخ

معركة دورناخ: جرت احداث معركة دورناخ بين ماكسيمليان الاول امبراطور روما المقدسة وبين الاتحاد السويسري في
22 يوليو 1499 بالقرب من قرية دوناخ السويسرية حيث كان النصر الساحق للإتحاد السويسري وتم وضع حدا للصراع الدائم بين البيت الهابسبورغي والاتحاد السويسري، وكان من نتائج هذه المعركة حصول سويسرا على الاستقلال التام من الإمبراطورية الرومانية المقدسة وذلك بموجب معهدة بازل الذي تم توقيعه في 22 سبتمبر 1499 واعتراف ماكسيمليان الاول بسويسرا بلدا مستقلا.

## أسباب الخلاف
يعود سبب سوء العلاقة وتدهور الأوضاع بين الطرفين إلى انه في عام 1499 حاول ماكسيمليان الاول القيام بإجراء تعديلات على الدستور من خلال وضع نظام دستوري جديد، فقام بتأسيس مجلس الدايت الذي من مهامه صيانة الأمن والنظام وجمع الضرائب على كل الدول التي تقع تحت مظلة الإمبراطورية الرومانية المقدسة بما فيها الاتحاد السويسري، إلا أن السويسريين الذين كانوا يعتزون باستقلالهم الذي انتزعوه بعد كفاح مرير وتضحيات أكبر، عارضوا أي محاولة للمساس بحرياتهم أو انتقاص استقلالهم، فكانت النتيجة الحتمية هي نشوب حرب بين جيوش ماكسيمليان الاول وجيوش الاتحاد السويسري.
استطاعت الجيوش الاتحادية أن تهزم الإمبراطور هزائم منكرة في عدة مواقع حربية مما حدا بماكسيمليان الاول للرضوخ وتوقيع معاهدة بازل basel treaty.
وبمقتضى هذا الصلح تم للاتحاد السويسري التخلص من التبعية للإمبراطورية ولم يعد الشعب السويسري خاضعا للتشريع الإمبراطوري إلا أنها ضلت تبعية اسمية إلى أن زالت عنها نهائيا بمقتضى معاهدة وستفاليا التي وقعت عام 1648 حين أصبحت سويسرا دولة تتمتع بالاستقلال الدائم.

## المعركة
تقدمت القوات الملكية النمساوية بقيادة ماكسيمليان الاول إلى قلعة دورناخ في19 يوليو1499 في محاولة منه للاستيلاء عليها، لكن القوات السويسرية استطاعت ان تكشف تقدمهم وطلبت في الحال مساعدات من مدينة برن وزيوريخ المجاورتين حيث تم إرسال ما يقارب من 6000 جندي لصد هجوم جيش ماكسيمليان، لكن هذا العدد لم يكن كافيا إذ سرعان ما تقهقرت هذه القوات امام الجيش النمساوى مما استعى طلب المزيد من القوات التي قدمت من لوسرن وزوغ مما كان له الاثر في ترجيح كفة المعركة لصالح الاتحاد السويسرى ومقتل قائد القوات النمساوية الكوماندر هينريش فورستنبيرغ وهزيمة جيش ماكسيمليان، وتعد هذه المواجهة اخر صراع بين المبراطورية الرومانية المقدسة وسويسرا.